# قرطم نجمي شاحب
القرطم النجمي الشاحب نوع نباتي ينتمي إلى جنس القرطم من الفصيلة النجمية.

## الموئل والانتشار
موطنه الأصلي اليونان وبحر ايجه.